# Farerowie
Farerowie (także Farerczycy lub Farerzy, far. Føroyingar) – naród skandynawski zamieszkujący Wyspy Owcze (ok. 45 tys.), a w diasporze przede wszystkim Danię (ok. 20 tys.), Norwegię (ok. 2 tys.) oraz Islandię (ok. 300). Posługują się przede wszystkim językiem farerskim, jednak większość włada także duńskim.

## Historia
Najnowsze dowody archeologiczne wskazują, że Wyspy Owcze były po raz pierwszy zasiedlone już między IV a VI wiekiem. Analiza zwęglonych ziaren jęczmienia wskazuje na dwie fale kolonizacji przed erą wikingów, z których pierwsza przypadała na wspominany okres, druga na czas pomiędzy VI a VIII wiekiem. Święty Brendan zmarły w 578 roku opisuje wyspę owiec zamieszkiwaną przez duchownych. W 825 żyjący na dworze Karola Wielkiego Dicuil opisywał wyspy położone na północ od Wielkiej Brytanii, zamieszkałe przez irlandzkich eremitów, którzy musieli je opuścić w związku z najazdami normańskich piratów.
Po wypędzeniu eremitów ich miejsce zajęli Normanowie, którzy nazwali archipelag Wyspami Owczymi (Færeyjar), skąd wzięła się nazwa obecnie zamieszkującego je narodu – Farerowie. Początki osadnictwa opisuje zarówno Færeyinga saga, Flateyjarbók, jak i Saga o Olafie Tryggvasonie. Wszystkie wspominają, że pierwszym osadnikiem na archipelagu miał być Grímur Kamban, jednak istnieją pewne rozbieżności chronologiczne. Flateyjarbók stwierdza, że Grímur musiał uchodzić z Norwegii w trakcie rządów Haralda Pięknowłosego (872– 930), a Saga o Olafie Tryggvansonie uznaje, że zamieszkał tam znacznie wcześniej, stwierdza jednak także, że emigracja na Wyspy Owcze nasiliła się w czasie jego rządów. Imigrację z terenów Norwegii potwierdza także kamień runiczny znaleziony w Sandavágur.
Oficjalnie mieszkańcy Wysp Owczych zostali schrystianizowani w roku 1000, a jednym z głównych propagatorów nowej wiary był Sigmundur Brestisson. Od 1035 roku Farerowie stali się poddanymi króla Norwegii, a od 1380 wraz z nim przeszli pod władanie duńskie. W 1535 roku Chrystian III rozpoczął proces konwertowania mieszkańców archipelagu na wiarę luterańską, która pozostaje główną religią Wysp Owczych do dziś. Ostatni biskup katolicki przed czasami współczesnymi, został zmuszony do opuszczenia wysp w 1540 roku.
Wraz z początkiem XIX wieku w Farerach zaczęła budzić się świadomość narodowa, jednak dążenia te zostały początkowo zahamowane przez likwidację Løgting w 1816 roku i zastąpienie go władzami duńskimi. Lokalny parlament przywrócono w 1852, a cztery lata później zniesiony został duński monopol. Oba te czynniki pozwoliły na dalszy rozwój narodowej tożsamości. Oficjalne zasady gramatyki i pisowni języka farerskiego ustanowiono w 1890 roku, jednak stał się on oficjalnym językiem w szkołach dopiero w 1938, a rok później w kościołach.

## Język
Język farerski (far. føroyskt) jest językiem północnogermańskim, którym posługuje się około 66 000 ludzi, z czego ok. 45 000 na Wyspach Owczych i 21 000 w Danii. Wraz z islandzkim i norweskim oraz wymarłym norn tworzy podgrupę zachodnią. Najbliższy farerskiemu jest obecnie islandzki, głównie w pisowni, gdyż wzajemne zrozumienie mowy jest bardziej skomplikowane dla użytkowników tych języków. Farerski rozwijał się między IX a XV wiekiem, oddzielając się od staronordyjskiego, jednak jego rozwój został zahamowany w czasie nadejścia reformacji w 1536 roku. Przez 300 lat język nie był używany w formie pisanej, a jedynie w życiu codziennym, zachowując się jednak także w średniowiecznych balladach oraz opowieściach. Pierwszą osobą, która zainteresowała się farerskim w XIX wieku był Christian Svabo, filolog, który na własne potrzeby utworzył prowizoryczne zasady pisowni. Zasady gramatyki, używane do dziś, utworzył duchowny luterański Venceslaus Ulricus Hammershaimb przy pomocy islandzkiego polityka Jóna Sigurðssona. Pierwsza gazeta wydana w języku farerskim, Føringatíðindi powstała w roku 1890. Język farerski zaczął być oficjalnie używany w szkołach w 1938 roku, a w kościołach w 1939. W 1948 roku na podstawie Zasady Samostanowienia język farerski został uznany za drugi (obok duńskiego) język urzędowy archipelagu Wysp Owczych.

## Obyczajowość

### Symbole narodowe
Flaga Wysp Owczych (far. Merkið) została zaprojektowana w 1919 roku przez farerskich studentów, Jensa Olivura Lisberga oraz Emila Joensena, uczących się w Kopenhadze. Po raz pierwszy wywieszono ją 22 czerwca tego samego roku. Wraz z jednym ze studentów pierwowzór flagi powrócił do miejscowości Fámjin, gdzie można ją obecnie oglądać w kościele. W 1931 roku flaga upowszechniła się wśród mieszkańców archipelagu, jednak pozostawała nieoficjalna do czasu II wojny światowej. W roku 1940 wojska brytyjskie zajęły Wyspy Owcze, celem zapobieżenia ich okupacji przez Niemców. Niezbędne okazało się rozróżnienie łodzi należących do mieszkańców archipelagu od jednostek duńskich i w tym celu władze brytyjskie 25 kwietnia oficjalnie uznały flagę Wysp Owczych. 23 marca 1948 roku, podpisując Zasadę Samostanowienia, Dania również uznała flagę za oficjalną, a dzień 25 kwietnia uznano za Dzień Flagi Narodowej. Kolor biały reprezentować miał czyste niebo nad archipelagiem oraz fale pieniące się na jego brzegach, a niebieski i czerwony występują w tradycyjnych strojach ludowych Farerów. 
Obecny wzór herbu Wysp Owczych (far. Skjaldarmerkið) funkcjonuje od roku 2004, a jego autorem jest duński artysta Ronny Andersen. Podobny herb funkcjonował jednak znacznie wcześniej, odnaleziono go między innymi na pochodzących z XV wieku krzesłach z Kirkjubøur. Przedstawia on srebrnego barana o złotych rogach i racicach, gotowego do obrony, osadzonego na błękitnej tarczy. Herb przestał być używany po usunięciu Løgting w 1816 roku i nie powrócił nawet po jego przywróceniu. Po podpisaniu Zasady Samostanowienia herb powrócił, jednak obecny kształt, przypominający bardziej dawny symbol, uzyskał w roku 2004.
Hymn Wysp Owczych, zatytułowany Tú alfagra land mítt (pol. Mój kraju najpiękniejszy) został napisany przez farerskiego poetę Símuna av Skarði 1 lutego 1906 roku i pierwotnie nosił tytuł Mítt alfagra land. Rok później skrzypek Peter Alberg napisał melodię, a już w 1908 roku tekst pojawił się w gazecie Tingakrossur. W latach 30. pieśń zaczęła się rozpowszechniać wśród mieszkańców. Utwór został uznany za oficjalny hymn Wysp Owczych w 1948 roku.

### Literatura

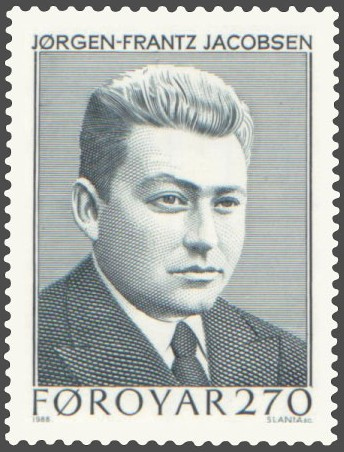
Jørgen-Frantz Jacobsen

Farerska literatura zaczęła się rozwijać dość późno, bo w XIX wieku. Początkowo utwory miały charakter ballad i pieśni, jednak szybko się rozwinęły i dziś można mówić o wyjątkowo dużym, jak na tak małe państwo, dorobku literackim, w dodatku rozwiniętym w wielu odmianach twórczości. Ważnymi poetami byli bracia Janus i Hans Djurhuusowie, zajmujący się utworami lirycznymi. Kilku ważnych pisarzy poruszało też bliską Farerczykom fantastykę, między innymi William Heinesen oraz Jørgen-Frantz Jacobsen, najsłynniejszy, farerski pisarz, twórca powieści romantycznej "Barbara", która doczekała się przekładu na wiele języków oraz dwóch ekranizacji. Kolejnym ważnym autorem, posiadającym wyjątkowo duży zbiór dzieł jest Hans Jacob Jacobsen poruszający problemy społeczne, takie jak szczególnie bliska Farerczykom walka między tradycją, a postępem.
Na Wyspach powstają także do dziś utwory sceniczne, pierwszy taki stworzyła Súsanna Helena Patursson w 1889 roku i nazwała "Veðurføst".

### Sztuka

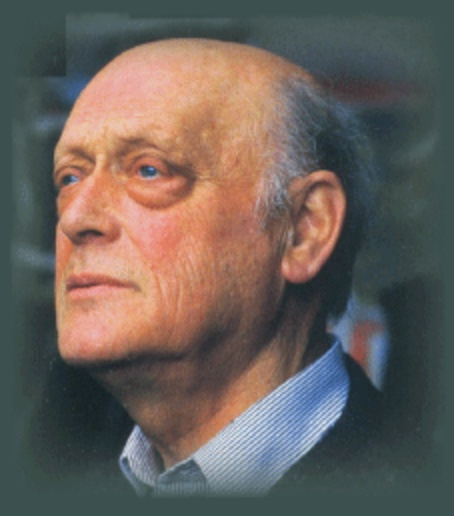
Ingálvur av Reyni

Malarstwo rozwinęło się nieco później niż sztuka i jest to dominujący aspekt farerskiej sztuki. Pierwszym, znaczącym malarzem był Sámal Joensen Mikines, w którego twórczości dominowały motywy przyrody i pełne smutku wizerunki życia codziennego. Krótko po nim malować zaczęła Ruth Smith uważana dziś za najwybitniejszą żeńską malarkę na Wyspach. Zajmowała się pejzażem, podobnie jak kolejny, ważny autor Ingálvur av Reyni, żyjący do dziś, a także jego rówieśnika Hansa Hansena. Za jednego z najwybitniejszych uznaje się Zachariasa Heinesena, kolejnego specjalistę od pejzażu. Najsłynniejszą reprezentantką współczesnego malarstwa jest Hansina Maria Ivensen, zajmująca się głównie światem abstrakcji. Wszystkie, najważniejsze dzieła przechowywane są w Thorshavn, stolicy kraju.

#### Architektura

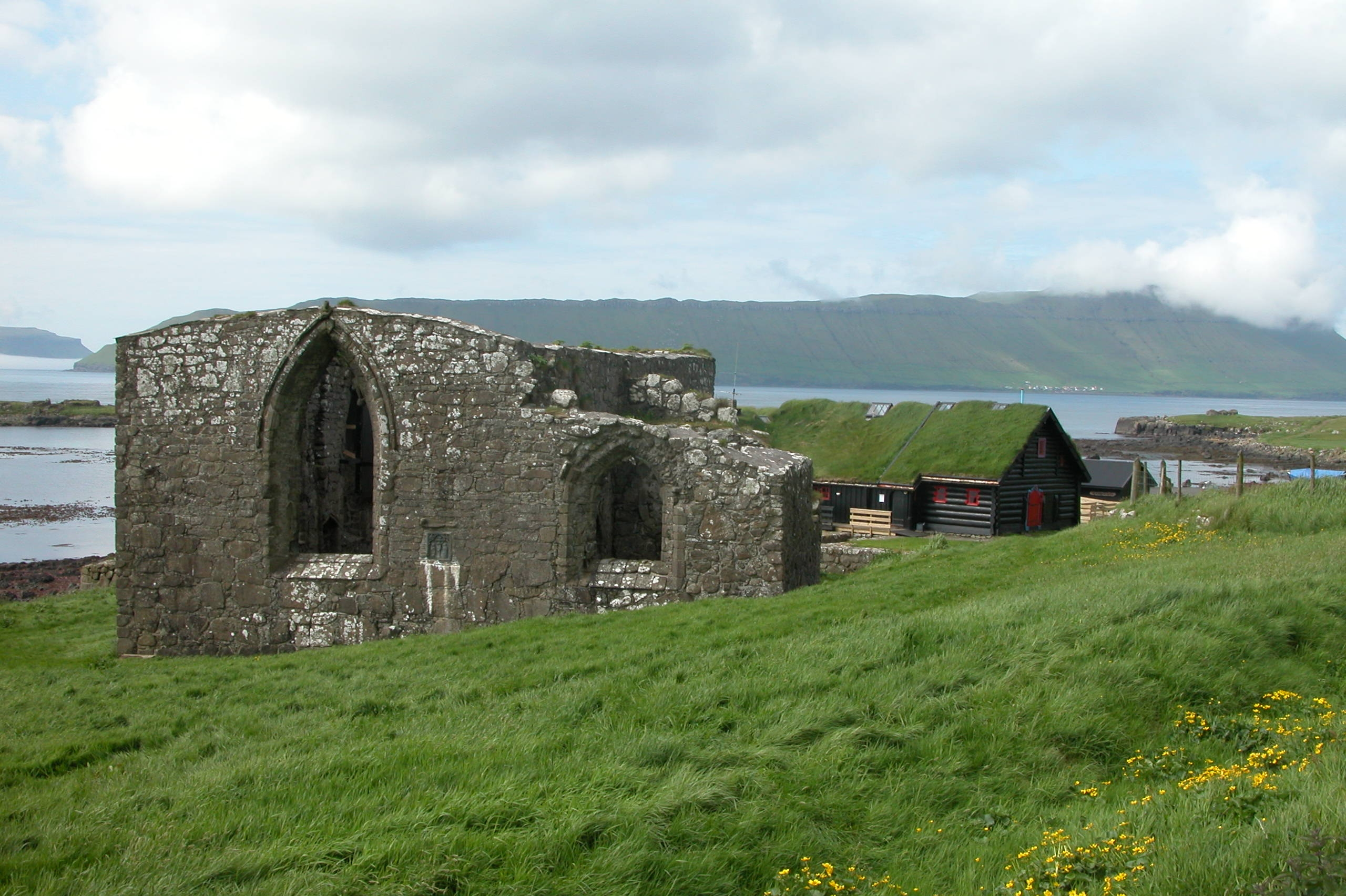
Katedra św. Magnusa, a za nią Kirkjubøargarður

Na Wyspach Owczych dominuje prosta, drewniana zabudowa, która łatwo ulega zniszczeniu przez trudne warunki panujące na archipelagu. Do dziś z czasów wikingów w stanie niemal nienaruszonym pozostała jedna chata rybacka, najstarsza tego typu budowla w Europie, znajdująca się w miejscowości Kirkjubøur. Pochodzi z ok. 1100 roku i jest dziś jednym z trzech pokoi domu Kirkjubøargarður. W tej samej miejscowości istnieje kościół św. Olava pochodzący z XII wieku. Bardzo stary jest także budynek Munkastovan na Tinganes, starówce stołecznego miasta Thorshavn, pochodzi z XIII wieku i jest jednym z niewielu ocalałych obiektów po pożarze na początku XVII wieku. Jedną z niewielu kamiennych budowli jest Katedra Magnusa, a dokładniej to, co po niej zostało. Zbudowana jest w stylu gotyckim, co dziwnie komponuje się z pozostałymi zabytkami archipelagu. Kolejnymi, drewnianymi, wartymi uwagi budynkami jest 10 kościołów, z których najstarszy pochodzi z 1829 roku.
Charakterystycznym elementem bardzo wielu domów, podobnie jak na Islandii, jest trawa na dachu, służąca za izolację. Występuje ona od czasów wikińskich na dachach wielu zabudowań, nie tylko mieszkalnych, ale także muzeach oraz zabudowaniach administracyjnych.

### Kuchnia farerska

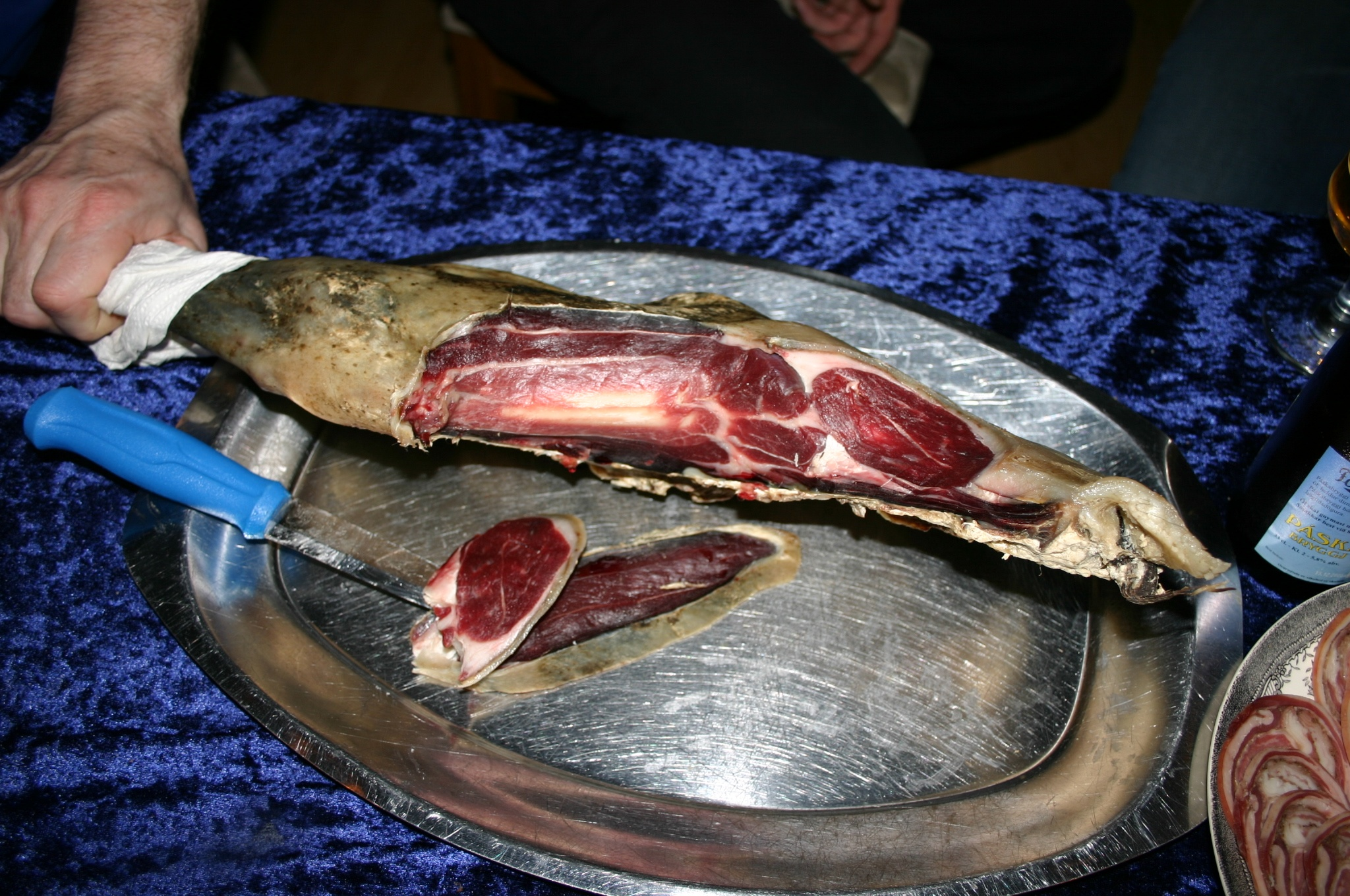
Skerpikjøt

Kuchnia farerska nie postąpiła wiele naprzód od czasów kiedy po raz pierwszy wikingowie postawili nogę na archipelagu. Nadal dawnym zwyczajem poluje się tu na ptactwo oraz wieloryby, a także łowi się ryby. Częstym przysmakiem jest tam też jagnięcina. Jednym z najpopularniejszych dań jest skerpikjøt, czyli suszone, owcze mięso. Warzywa i owoce nie odgrywają większej roli w diecie mieszkańców archipelagu, najpopularniejszymi są: ziemniaki, buraki, rzepa, rabarbar, porzeczki oraz kapusta. Cytrusy i jabłka wprowadzono dopiero po II wojnie światowej. Również słodycze nie są zbyt popularne na Wyspach.

### Taniec narodowy
Farerczycy są bardzo muzykalnym narodem, lubią też spędzać czas z rodziną i przyjaciółmi. Wyrazem tych dwóch cech jest farerski taniec narodowy, zwany po farersku Slaið Ring. Polega on na tańcu wkoło trzymając się za ręce przy akompaniamencie wyłącznie pieśni śpiewanej przez przewodnika oraz refrenach dośpiewywanych przez pozostałych uczestników. Najstarsze pieśni pochodzą jeszcze z czasów wikińskich inne zaś wymyślone zostały w XIX i XX wieku.

### Sporty narodowe

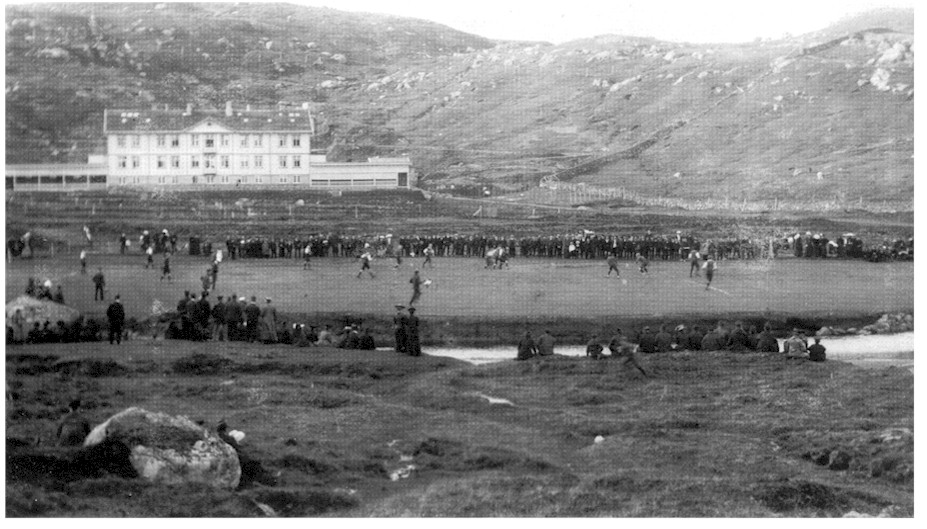
Mecz HB Tórshavn - TB Tvøroyri (1909 rok)

Na Wyspach Owczych są dwa sporty narodowe. Jednym z nich jest piłka nożna, w którą zaczęto grać znacznie wcześniej niż w Danii, a już w 1892 powstał pierwszy klub piłkarski (TB Tvøroyri). Dziś mecze reprezentacji, choć nie stoją na wysokim poziomie światowym, są traktowane niemal na równi ze świętem narodowym przez wielu mieszkańców archipelagu.
Zawody łodzi wiosłowych, mimo że dziś nieco mniej popularne od piłki nożnej, nadal są bardzo ważne dla Farerczyków. Wioślarstwo urosło na znaczeniu umiejętności pływania łodzią dla niemal każdego mieszkańca Wysp. Ważne regaty urządza się na wiele świąt narodowych. Mają one bardzo różne odmiany, zależące od ilości wioślarzy i płci. Każda łódź ma swą, specyficzną nazwę, na przykład kiedy jest w niej 10 zawodników oraz sternik zwie się ją Tíggjumannafar.